# Gerhard Feyerabend
Gerhard Feyerabend (Dopsattel, 29 aprile 1898 – Rottach-Egern, 6 novembre 1965) è stato un generale tedesco durante la seconda guerra mondiale.
Decorato della croce di cavaliere dell'Ordine della Croce di Ferro, Gerhard Feyerabend venne catturato dai sovietici a fine conflitto nel 1945 e rilasciato nel 1947.
Sposò Erna Reschke (n. 16 giugno 1901) a Bratricken il 18 luglio 1924 e con lei ebbe una figlia, Marie-Louise, nata il 9 maggio 1935. Entrambe finirono uccise durante l'avanzata dell'Armata Rossa il 30 gennaio 1945 nel corso dell'occupazione della Prussia Orientale.